# روي كون
روي ماركوس كون (بالإنجليزية: Roy Marcus Cohn، وتُلفظ: /koʊn/، ولِدَ في 20 فبراير 1927 - تُوفي في 2 أغسطس 1986)، محامي أمريكيّ اُشتهِرَ بدوره كمستشار قانونيّ رئيسيّ لعضو مجلس الشيوخ جوزيف مكارثي خلال جلسات الاستماع التي أجرتها لجنة التحقيقات التابعة لمجلس الشيوخ للتحقيق في الاتِّهامات المتضاربة بين مكارثي والجيش الأمريكيّ في عام 1954. إذ ساعد كون في التحقيقات التي فتحها مكارثي على أولئك الذين اشتبه بكونهم شيوعيين. كما اُشتهِرَ كأحد أبرز المُقوِّمين السياسيين في وقته.
ولِدَ كون في مدينة نيويورك وتلقَّى تعليمه في جامعة كولومبيا. برز اسمه بعد عمله مّدَّعيًا لدى وزارة الخارجية الأمريكيَّة في محاكمة جوليوس وإيثل روزنبرغ بتهمة التجسُّس، والتي توصَّلت في النهاية إلى إصدار حكم الإعدام على الزوجين في عام 1953. ارتبط كون بظاهرة المكارثيَّة والانحدار اللاحق لها على حدٍ وثيق بسبب الدور الذي مارسه كالمستشار القانونيّ لجوزيف مكارثي. كما لعب كون دورًا في تمثيل وتوجيه مُطوِّر العقارات ورئيس الولايات المتَّحدة المستقبليّ دونالد ترامب خلال مطلع حياته المهنيَّة.
أصدر قسم الاستئناف من المحكمة العليا لولاية نيويورك قرارًا يقضي بفصل كون لارتكابه سلوكيات غير أخلاقيَّة بعد محاولته الاحتيال على أحد موكِّليه حيث سعى كون لإجبار الرجل على توقيع تعديل على وصيَّته عندما كان الرجل ينازع على فراش الموت حتَّى يرث بموجبه ثروته. توفي كون بعد خمسة أسابيع لاحقة جراء ما أصابه من مضاعفات مرتبطة بمرض الإيدز.

## النشأة والتعليم
ولِد كون في كنف عائلة يهوديَّة نيويوركيَّة من حي ذا برونكس، وهو الابن الوحيد لدورا (لقبها قبل الزواج: ماركوس، وولدِدت عام 1892 – وتوفيت عام 1967)، والقاضي ألبرت كون (1885–1959) الذين مارس دورًا مؤثِّرًا ضمن الحزب الديمقراطيّ. كان جوشوا ليونل كوين أحد أشقاء جدّه وهو مؤسِّس ومالك شركة صناعة ألعاب القطارات شركة ليونيل. عاش كون في منزل أهله حتَّى فارقت والدته الحياة وبعدها عاش في كل من مدينة نيويورك، ومقاطعة كولومبيا، ومدينة غرينيتش بولاية كونيتيكت.
لم يكن الجو الذي عاشت فيه عائلة مليئًا بالحب والسعادة حيث كانت والدة كون تسخر منه على ما اعتبرته افتقار ابنها للجاذبية الجسديَّة بنظرها، بالإضافة إلى تصرفاته الجبانة. ومع ذلك فقد كان كون على علاقة وطيدة بأمه وظل يعيش معها حتى بلغ الأربعين من العمر. فمثلًا استأجرت والدته بيتًا بالقرب من المخيّم الصيفيّ الذي ذهب إليه كون عندما أصرَّ والده على إرساله إلى هناك حيث ألقى وجودها بظلالِه على تجربته في المخيَّم. أظهرَ كون في التفاعلات الشخصيَّة مع الآخرين حنانًا كان غائبًا عن شخصيته العامَّة، ولكنَّه أظهر غرورًا متأصِّلًا وانعدامًا للأمان.
ارتاد كون مدرسة هوراس مان، ومدرسة فيلدستون، وبعدها استكمل دراساته في كلية كولومبيا في عام 1946 ليتخرَّج من كلية الحقوق بجامعة كولومبيا في سن العشرين.

## بدايات سيرته المهنية
انبغى على كون الانتظار إلى ما بعد ميلاده الواحد والعشرين في 27 مايو عام 1948 حتَّى يتمكّن من مباشرة مزاولته لأعماله في سلك المحاماة. استخدم كون معارفه وصلاته العائليَّة من أجل الحصول على وظيفة في مكتب وكيل عدليَّة الولايات المتَّحدة إرفينغ سايبول في مانهاتن مباشرةً في يوم قبوله.
كانت محاكمات قادة الحزب الشيوعيّ بموجب قانون سميث من ضمن أولى القضايا التي شارك فيها.
أصبح كون عضوًا في مجلس الرابطة اليهوديَّة الأمريكيَّة ضد الشيوعيَّة في عام 1948.
لعب كون خلال فترة عمله كمساعد لوكيل عدليَّة الولايات المتَّحدة في مكتب سايبول بمانهاتن المساعدة دورًا في إدانة عدد من عملاء الاتِّحاد السوفيتيّ خلال محاكماتهم التي اجتذبت أنظار الإعلام والعامَّة. بدأت أولى هذه المحاكمات في ديسمبر عام 1950 بملاحقة الموظَّف السابق في وزارة التجارة ويليام ريمنغتون الذي اتَّهمته العميلة المنشقة عن لجنة أمن الدولة السوفيتيَّة إليزابيث بينتلي بالتجسُّس. لم يستطيع الإدِّعاء إدانة ريمنغتون، ولكنَّهُ أُدِينَ بالشهادة الزور في محاكمتين أخرتين بعد إنكاره لعضويته طويلة الأمد في الحزب الشيوعيّ الأمريكيّ في مناسبتين اثنين.
كما ساعد كون خلال فترة عمله في مكتب وكيل عدليَّة سايبول على ملاحقة أحد عشر عضوًا من أعضاء الحزب الشيوعيّ الأمريكيّ بتهمة الدعوة للعنف بهدف الإطاحة بحكومة الولايات المتَّحدة بموجب ما ينص عليه قانون سميث.

## محاكمة الزوجين روزنبرغ
لعب كون دورًا بارزًا في محاكمة الزوجين جوليوس وإيثل روزنبرغ بتهمة التجسُّس في عام 1951 حيث عمِلَ كون على التقصي وجمع المعلومات حول ديفيد شقيق المُتَّهمة إيثل مما أفضى إلى إدلاء الأخير بأحد الشهادات الهامَّة التي أدَّت إلى إدانة الزوجين وصدور حكم الإعدام بحقهما. كما أدلى غرينغلاس بشهادة أفاد فيها بتسليمه الزوجين لوثائق سريَّة كان كلاوس فوكس قد سرقها من مشروع مانهاتن. أدَّعى غرينغلاس فيما بعد بأنَّه كذب في المحاكمة حتَّى «يحمي نفسهُ وزوجته روث اللَذين شجعهما الإدِّعاء على فعل ذلك.» لطالما افتخر كون بالدور الذي لعبه في إصدار حكم الإدانة بحق الزوجين روزنبرغ، ووصل بِه الأمر إلى تضخيمه ومُغالاته بالدور الذي لعبه في المحاكمة بحدودٍ تجاوزت الواقع. ذكرَ كون في سيرته الذاتيَّة أنَّ تأثيره أدَّى إلى تعيين المُدَّعي العام سايبول والقاضي إرفينغ كاوفمان لتولّي متابعة أمر القضية. كما قال أنَّ الحكم الذي أصدره القاضي كاوفمان بالإعدام على الزوجين كان بناءً على توصياته الشخصيَّة. هذا وقد أنكر مشاركته في الدخول بأي نقاشات من طرف واحد.
في عام 2008، قال المتآمر في القضية مورتون سوبيل الذي قضى ثمانية عشر عامًا في السجن أنَّ جوليوس قام فعلًا بالتجسًّس لصالح السوفييت، ولكنَّ زوجته إيثيل لم يكن لها علاقة بالأمر. بيدَّ أنَّ خمسة مؤرِّخين كتبوا عدد من المؤلَّفات وبحثوا في أمر قضية الزوجين روزنبرغ كانوا قد تأكَّدوا أن الوثائق السوفيتيَّة تُظهر أنَّ إيثيل روزنبرغ ساعدت زوجها جوليوس من خلال إخفاءها للأموال وأدوات التجسُّس الخاصَّة به، بالإضافة إلى الدور الذي لعبته كوسيط بينه وبين المخابرات السوفيتيَّة، فضلًا عن تقديمها للمشورة الشخصيَّة في موضوع اختيار الأشخاص الذي أراد جوليوس تجنيدهم للعمل معه، وحضورها للاجتماعات التي عقدها مع مصادره. كما أثبتت الوثائق أنَّ جوليوس أبلغ المخابرات السوفيتيَّة بالنجاح الذي حقَّقته إيثل في إقناع روث غرينغلاس بالسفر إلى ولاية نيو مكسيكو لتجنيد ديفيد كجاسوس.
يتَّفق المؤرِّخون أجمعين على حقيقة إذناب وضلوع جوليوس بنشاطات تجسُّسيَّة، ولكن لا يخفى على أحد أنَّ محاكمته ومحاكمة إيثل شابها العديد من التجاوزات القانونيَّة والقضائيَّة الواضحة (التي لعب بطبيعة الحال كون دورًا فيها)، وحقيقة عدم استحقاقهما لحكم الإعدام الذي صدر بحقهما. يُلخِّص المحامي والأستاذ في كلية هارفرد للحقوق ألان ديرشويتز القضية بقوله أنَّ الزوجين روزنبرغ «لُفِّقَت عليهما جريمة كانا مُذنِبان بارتكابها».

## عمله مع جوزيف مكارثي
كان لمحاكمة الزوجين روزنبرغ أن جعلت المحامي الشاب الذي كان حينها في الرابعة والعشرين من العمر، محط اهتمام مدير مكتب التحقيقات الفيدراليّ جون إدغار هوفر الذي أوصى به إلى عضو مجلس الشيوخ جوزيف مكارثي. وهكذا قام مكارثي بتعيين كون كمستشاره القانونيّ الرئيسيّ حيث اختاره بدلًا من روبرت إف كينيدي. ساعد كون في المهام والأعمال التي أدَّاها مكارثي في لجنة التحقيقات الفرعيَّة التابعة لمجلس الشيوخ، واُشتهِرَ بطريقته الشديدة في مساءلة أولئك الذين اشتبه بشيوعيتهم. فضَّل كون عدم إجراء جلسات الاستماع في أجواء مفتوحة، وهذا ما تطابق مع تفضيل مكارثي الذي كان يحبذ إجراء جلسات تنفيذيَّة وجلسات غير مدونة المحضر بعيدًا عن مبنى الكابيتول حتَّى يُخفِّف من أنظار العامَّة إليها، ولكي يتمكن من استجواب الشهود كما يريد مع الإفلات من المساءلة إلى حدٍ كبير. أخذ كون الضوء الأخضر في تولي أمر العديد من التحقيقات التي لم يشارك فيها مكارثي سوى في الجلسات البارزة التي لفتت أنظار الإعلام والعامِّة.
كما لعب كون دورًا هامَّا في جلسات الاستماع المناهضة للشيوعية التي نظَّمها مكارثي. سعى كون ومكارثي خلال فترة الذعر الأرجوانيّ إلى إشعال فتيل معاداة الشيوعيَّة أكثر في البلاد من خلال ادِّعاءهم أنَّ الشيوعيين في الخارج استطاعوا ابتزاز عدَّة موظفين أمريكيين مثليين في الحكومة الفيدراليَّة كانوا يُخفون حقيقة توجههم الجنسيّ وتهديدهم بفضح أمرهم في حال لم يسلموا ما لديهم من أسرار حكوميَّة. وهكذا توصَّل الرئيس دوايت أيزنهاور إلى القناعة بأنَّ القيام بتوظيف الأشخاص المثليين جنسيًا في الحكومة الأمريكيَّة من شأنه تهديد الأمن القوميّ الأمريكيّ مما دفعه لإصدار الأمر التنفيذيّ القاضي بحظر المثليين من العمل في الحكومة الفيدراليَّة بتاريخ 29 أبريل عام 1953.

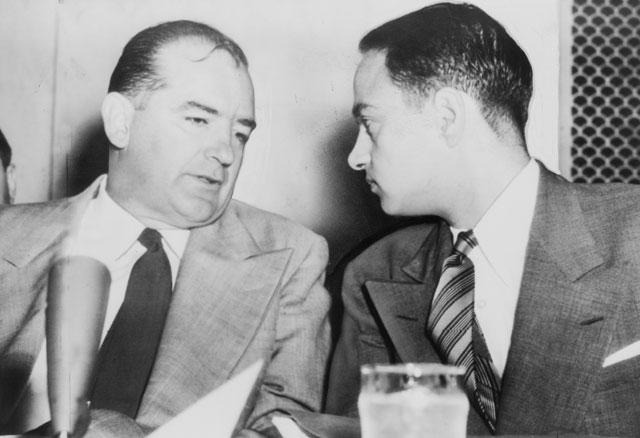
عضو مجلس الشيوخ جوزيف مكارثي (على اليسار) وهو يتبادل أطراف الحديث مع روي كون خلال جلسات الاستماع بخصوص الاتِّهامات المتضاربة بين مكارثي والجيش الأمريكيّ.

دعا كون صديقه ومروِّج البروبوغندا المعاديَّة للشيوعيَّة جيرارد ديفيد شين للانضمام إلى فريق مكارثي كمستشار. سعى كون جاهدًا لحصول شين على معاملة خاصَّة عندما حان الوقت الذي توجب فيه على الأخير الالتحاق بالجيش لأداء خدمة العلم في عام 1953. إذ تواصل كون مع عدد من المسؤولين العسكريين من وزارة الدفاع حتَّى قائد الشعبة التي سيلتحق بها شين من أجل التوسط له حتى يوكلوه بمهام بسيطة، ويعطوه إجازات إضافيَّة، بالإضافة إلى استثناءه من الإرسال لمهام عسكريَّة خارج البلاد. ووصل الأمر بالمحامي الشاب أن هدَّد الجيش بأنَّه «سيمحق دابره عن بكرة أبيه» في حال لم يُنفِّذوا مطالبه. أدَّى هذا الخلاف، بالإضافة إلى الادِّعاءات التي أطلقها مكارثي عن وجود ثلاثة شيوعيين متخفين في وزارة الدفاع إلى عقد جلسات استماع خاصَّة في عام 1954. اتَّهم الجيش كلًا من مكارثي، وكون باللجوء إلى أساليب ضغط غير مقبولة حتَّى يفيدوا شين، في حين رد مكارثي وكون على هذه الاتِّهامات بأنَّ الجيش «كان قد أخذ شين كرهينة عندهم» في محاولة منهم لسحق التحقيقات التي فتحها مكارثي للنظر في أمر وجود شيوعيين متخفين في الجيش الأمريكيّ. اتَّهم المحامي الممثِّل للجيش في الجلسات جوزيف ويلتش المحامي كون بتلفيق صورة فوتوغرافيَّة ظهرت خلال جلسات الاستماع يظهر فيها شين مع وزير الدفاع روبرت ستيفنز.
تعتبر جلسات الاستماع على نطاق واسع أحد أبرز المحطات التي أثبتت فساد مكارثي، وهذا رغم أن خلاصتها ألقت باللوم على كون وليس على مكارثي. استقال كون بعد جلسات الاستماع هذه ليزاول العمل كمحامي مستقل.

## سيرته المهنية في نيويورك
اشتغل كون كمحامي في مدينة نيويورك لمدَّة ثلاثين عامًا بعد توقفه عن العمل عند مكارثي. كان من بين موكِّليه رئيس الولايات المتَّحدة المستقبليّ دونالد ترامب، وصاحب نادي نيويورك يانكيز لكرة القاعدة جورج ستاينبرينر، وأريستوتل أوناسس، ورجالات المافيا طوني ساليرنو، كارمين غالنت، وجون غوتي، بالإضافة إلى مالكيّ النادي الليلي الشهير «ستوديو 54» ستيف روبيل (الذي كان على علاقة حميمية معه)، وإيان شراغر اللذين أقاما عيد ميلاده هناك في إحدى المرَّات وبعثا دعوات على شكل مذكَّرات استدعاء. كما كان من موكِّليه أبرشية الروم الكاثوليك في نيويورك، ورجل الأعمال وفاعل الخير شيرن مودي الابن من ولاية تكساس، وصاحب الأعمال جون دوبونت. أدانت المحكمة دوبونت الذي كان حينها في الثامنة والأربعين من العمر بتهمة المضايقة ومحاولة السرقة عن سابق إصرار وتعمد وذلك بعد قيامه بمحاولات صارخة لإكراه كون على تمثيله في ادِّعاءه الكاذب حول أحقيته بملكية أحد العقارات بشارع غرينتش بمانهاتن في القضية التي رفعها على المالك الحالّ حيث كان دوبونت في السابق يدير في نفس المكان جيم رياضيّ قبل صدور أمر إخلاء بحقه في يناير عام 1979. كان كون طوال سيرته المهنيَّة كمحامي محط اتِّهامات أفادت بضلوعه بالسرقة، وعرقلة مجرى العدالة، والرشوة، والابتزاز، والاحتيال والشهادة الزور، والعبث بالشهود.
اُشتهِرَ كون بحياته الاجتماعيَّة الحافلة، وتبرعاته السخيَّة، ودخوله في جدالات متواصلة. وأصبح في مطلع الستينيات عضوًا في مجلس مؤسِّسة الأهداف الغربيَّة المعنيَّة بالشؤون الاستخباراتيَّة. دعم كون معظم الرؤساء الجمهوريين الذي تعاقبوا على سدّة الرئاسة خلال فترة حياته، فضلًا عن دعمه للمسؤولين الجمهوريين الذين توَّلوا مناصب هامَّة في نيويورك، وهذا رغم أنَّه كان قد سجَّل نفسه كعضو في الحزب الديمقراطيّ. كما حافظ على روابط وثيقة جمعته مع الأوساط والدوائر السياسيَّة المُحافظة فعمل كمستشار غير رسميّ للرئيسين الجمهوريّين ريتشارد نيكسون، ورونالد ريغان. أصبح كون أحد أصدقاء روجر ستون خلال حملة ريغان الرئاسية. وكان من بين موكِّلي كون السابقين الأستاذ في كلية هارفرد للحقوق ألان ديرشويتز الذي أطلق عليه لقب «المُصوِّب النموذجيّ».

### تمثيله دونالد ترامب وروبرت مردوخ
انتقل رجل الأعمال دونالد ترامب إلى منهاتن في عام 1971 حيث اشتغل هناك في تشييد مشاريع عقاريَّة كبير. وفي عام 1973، اتهمت وزارة العدل ترامب بانتهاك قانون السكن العادلة في تسعة وثلاثين شقَّة يملكها. أدَّعت الحكومة أنَّ شركة ترامب اقتبست أحكام وشروط إيجار مختلفة، وكذبت حيال وجود شواغر شقق للإيجار على الأمريكيين الأفارقة الذين حاولوا استئجار واحدة من الشقق التي أدارتها شركة ترامب في مناطق بروكلين، وكوينز، وجزيرة ستاتن.
رفع روي كون الذي مثَّل ترامب دعوى في ولاية كونيتيكت على الحكومة بقيمة مئة مليون دولار معتبرًا أنَّ التهم «غير مسؤولة ولا أساس لها من الصحَّة». باءت هذه الدعوى بالفشل، واضطر ترامب لإبرام تسوية خارج المحكمة بخصوص التهم الموجَّهة لشركته في عام 1975، مُبديًا رضاه حيال الاتفاق الذي لم «يُرغِم منظَّمة ترامب على قبول أشخاص يتلقون المعونات الحكوميَّة كمستأجرين إلَّا في حال انطبقت عليهم نفس الشروط التي تنطبق على المستأجرين الأخرين.» توجب على الشركة إرسال قائمة كل أسبوعين بشواغر الإيجار لرابطة نيويورك الحضريَّة وهي منظَّمة حقوق مدنيَّة، وإعطاء الرابطة الأولوية في التأجير ضمن مواقع محدَّدة. ذهبت منظَّمة ترامب للمحكمة من جديد في عام 1978 بعد مخالفتها لشروط اتفاق عام 1975. اعتبر كون التهم الجديدة «لا شيء أكثر من مجرد إعادة قولبة لشكاوى بضعة متذمِّرين متواطئين.».
أشارت عدَّة مزاعم إلى أنَّ كون لعب دورًا في تشييد برج ترامب. أراد ترامب تشييد برجه من الخرسانة، ولكن كانت نيويورك في ذلك الوقت تشهد إضرابًا عمَّاليًا. كما كانت معظم النقابات في منهاتن واقعة تحت سيطرة الجريمة المنظّمة أو كان لها بعض الارتباطات بالجريمة المنظَّمة. هذا وقد كان روي كون قد مثَّل عدَّة رجال عصابات في السابق من بينهم أنطوني ساليرنو الذي كان يسيطر على نقابة الخرسانة. وبالفعل فقد حصل ترامب على حاجته من الخرسانة من رئيس نقابتها جون كودي الذي كان مجرمًا مدانًا، وكان أيضًا على علاقة برئيس العصابات بول كاستيلانو الذي مثَّله كون أمام القانون.
كذلك كان روبرت مردوخ من ضمن موكِّلي كون. هذا وقد مارس كون ضغوطًا حثيثة على الرئيس ريغان حتى يحقِّق مآربه مردوخ. كما يعود إليه الفضل في تعريف ترامب بمردوخ خلال منتصف سبعينيات القرن العشرين مما أنذر ببداية علاقة طويلة وهامَّة بين الرجلين.

## شركة ليونيل لنماذج القطارات
كان روي كون أحد أبناء ابن أخ مؤسِّس شركة ليونيل لنماذج القطارات جوشوا ليونيل كوين. دخل كل من كوين وابنه لورنس في نزاع عائليّ حول ملكية الشركة بحلول عام 1959. وفي أكتوبر عام 1959، تدخَّل كون مع مجموعة من المستثمرين، واستولوا على الشركة بعدما اشتروا 200 ألف سهم من مجموع أسهم الشركة البالغ عددها 700 ألف سهم. كانت هذه الأسهم قد اشترتها نقابته من عائلة كوين على السوق المفتوحة قبل ثلاثة أشهر من استيلاءه على الشركة. عانت الشركة بعد استيلاء كون عليها من تراجع واضح في المبيعات، ومشاكل في جودة المنتج، ومُنيت بخسارات ماليَّة فادحة، حتَّى أُجبِرَ في نهاية المطاف على الاستقالة من الشركة في عام 1963 بعد خسارته لخلاف بالوكالة.

## سيرته اللاحقة وسحب رخصته
قدَّم روي كون يد العون لروجر ستون خلال حملة رونالد ريغان الرئاسيَّة في الفترة من عام 1979 وعام 1980 حيث ساعد ستون على استكمال الترتيبات الساعيَّة لحصول جون أندرسون على ترشيح الحزب الليبراليّ لنيويورك. وكان المُراد من هذه الحركة إحداث شرخ في المعارضة التي واجهها ريغان في ولاية نيويورك. قال ستون أنَّ كون أعطاه حقيبة مكتبيَّة تجنَّب الأول فتحها، وقام بناءً على طلب كون بوضعها في مكتب أحد المحامين المؤثَّرين في أوساط الحزب الليبراليّ. هذا وقد فاز رونالد ريغان بالولاية بنسبة 46% من الأصوات. قال ستون متحدِّثًا بعد انتهاء فترة التقادم المُسقط التي يُحاسب القانون خلالها على الرشاوى: «لقد دفعتُ المال لمكتب المحاماة الخاص به، والرسوم القانونيَّة. لا أعرف ما الذي فعل في هذا المال، ولكن مهما كان الأمر فقد توصَّل الحزب الليبراليّ إلى استنتاجٍ صائب من ناحية المبدأ.»
اتهمت عدَّة تحقيقات فيدراليَّة كون باتباع سلوكيات غير مهنيَّة ثلاث مرَّات خلال سبعينيات وثمانينيات القرن العشرين حيث تضَّمنت هذه التهم إدلائه بشهادة زور، ومحاولته التلاعب بالشهود. كما واجه في ولاية نيويورك اتِّهامات بارتكابه تجاوزات ماليَّة متعلِّقة بعقود أبرمتها المدينة وجهات استثماريَّة خاصَّة، ولكن تمَّت تبرئته من جميع هذه التهم. ففي محاكمته ذهبت الكثير من الشخصيات المشهورة والمؤثِّرة لتدلي بشهادة حسن سلوكه أمام المحكمة ومن بين هذه الشخصيات كل من باربرا والترز، ودونالد ترامب، وويليام باكلي. وقال جميع هؤلاء أنَّ سمعته كانت نارًا على علم وقالوا أنَّ نزاهته كانت استثنائيَّة. في عام 1986، أصدر مجلس مُؤلَّف من خمس قضاة في قسم الاستئناف من المحكمة العليا لولاية نيويورك قرارًا بسحب رخصة روي كون منه بسبب تجاوزاته غير المهنيَّة وغير الأخلاقيَّة والتي اشتملت على قيامه باختلاس أموال من موكِّليه، والكذب في طلبه للحصول على رخصة المزاولة، والضغط على أحد موكِّليه حتَّى يقوم بتعديل وصيته. وجاء ذلك على خلفية الحادث الذي وقع في عام 1975 حينما دخل كون إلى غرفة مستشفى المليونير لويس روزنستيل الذي كان يحتضر وهو على فراش الموت وحاول وضع قلم حبر في يده حتَّى يُمضي الأخير مجبرًا على مستند يجعل فيه نفسه، وكاثي حفيدة روزنستيل، كالورثة الوحيدين لثروته. هذا ولم تعترف المحكمة بهذا الإمضاء الذي لم يتطابق بتاتًا مع توقيع روزنستيل الحقيقيّ.

## التوجه الجنسي
تكهَّن الكثيرون حيال دخول كون بعلاقة جنسيَّة مع صديقه جيرارد ديفيد شين عندما تواسط روي لشين من أجل تعيينه مستشارًا عند مكارثي. بيدَّ أنَّ بعض المؤرِّخين توصَّلوا إلى أنَّ طبيعة صداقة الرجلين كانت أفلاطونيَّة، في حين قال مؤرِّخون أخرون بأنَّه كان مثليًا مستشهدين بما قاله أصدقائه عن هذا الموضوع. أنكرَ كون أن يكون له «مصلحة خاصَّة» مع شين أو أنَّه على «ارتباط به أكثر من صديق عاديّ» خلال جلسات الاستماع التي عقدتها لجنة التحقيقات التابعة لمجلس الشيوخ للتحقيق في الاتِّهامات المتضاربة بين مكارثي والجيش الأمريكيّ في عام 1954. لمَّح محامي الجيش في الجلسات جوزيف ويلتش إلى مثليَّة كون بطريقة واضحة، وحتَّى عضو مجلس الشيوخ مكارثي أشار بطريقة غير مباشرة في الجلسات إلى أنَّ مستشاره كان مثليًا. تعجَّب الحاضرين في تلك الجلسة من الطريقة المزدوجة التي لجأ فيها مكارثي للإشارة للأمر والتي ربما لمَّحت إلى عاداته الكحوليَّة. انتقد كون مكارثي لاحقًا مُعتبرًا تعليقه بـ«الآثم وغير اللائق».
ازدادت التكهنات حيال توجه كون الجنسيّ على خلفية وفاته جراء إصابته بمرض الإيدز في عام 1986. نقلت مقالة نشرها الصحفي المختص بالشؤون القانونيَّة جيفري توبن في مجلة النيويوركر في عام 2008 عن روجر ستون قوله" "لم يكن روي مثليًا. لقد كان رجلًا أحب ممارسة الجنس مع الرجال. المثليون ضعيفون ومتشَّبهون بالإناث. ويبدو أنَّه دائمًا ما كان يُبقي حوله فتيانًا شقر صغارًا في السن. لم يتكلم أحد بالأمر. لقد انصب اهتمامه على التأثير والنفوذ." تحدَّث ستون هنا عن الفترة التي عمل فيها مع كون خلال الحملة الرئاسيَّة لرونالد ريغان بدءًا من الانتخابات التمهيديَّة للحزب الجمهوريّ في عام 1976.

### الذعر الأرجواني
لم يستهدف مكارثي ومستشاره كون العديد من المسؤولين الحكوميين والشخصيات الثقافيَّة فقط لأجل اشتباههم بهم كشيوعيين ولكن وصل بهم الأمر أن استهدفوهم لأجل زعمهم بأنهم كانوا مثليين جنسيًا. لقد كان الاثنان مسؤولان عن فصل وإقالة الكثير من الرجال المثليين من الحكومة، فضلًا عن إسكاتهم لجميع الأصوات المعارضة لهم من خلال تهديهم بإطلاق شائعات المثلية على أي من يعارضهم أو يقف في طريقهم. كتب عضو مجلس الشيوخ السابق ألان سيمبسون في هذا الصدد: «كان ما يُعرف بـ'الذعر الأحمر' محط اهتمام معظم المؤرِّخين عند دراسة تلك الفترة من الزمن. بيدَّ أنَّ الأفعال التي استهدف فيها مكارثي المثليين جنسيًا كانت العنصر الأقل شهرة الذي تسبَّب بأذية عدد أكبر من الأشخاص في مشهد يشبه مطاردة الساحرات.»

## الوفاة
شُخِّص كون بمرض الإيدز في عام 1984، ولكنَّه أخفى أمر وضعه الصحيّ، وبدأ بتلقي علاج تجريبيّ. وشارك بعدها في التجارب السريريَّة لدواء الزيدوفودين الذي كان في البداية يُستعمل لعلاج السرطان، ولكنَّه أصبح لاحقًا يُستعمل مع مرضى الإيدز كأول عامل مُضاد لفيروس العوز المناعيّ البشريّ. ظلَّ حتى يوم مماته مُصرًّا على أنَّ مرضه كان سرطان الكبد وليس الإيدز. تُوفي رون كون جراء ما أصابه من مضاعفات مرض الإيدز في مدينة بيثيسدا بولاية ميريلاند يوم 2 أغسطس عام 1986 عن عمر يناهز 59 عامًا. صادرت مصلحة الضرائب بعد وفاته كامل أملاكه تقريبًا لما كان عليه من تهربات بالضرائب والرسوم تجاوت قيمتها أكثر من سبعة ملايين دولار. كانت أحد الأغراض التي لم تصادرها مصلحة الضرائب زوج من أزرار الكم الماسيَّة التي أهداها لهُ موكِّله وصديقه دونالد ترامب، ولكن اتضح أن الزرين كانا مزيَّفين بعدما فحصهما أحد المُثمِّنين المختصين. يقول روجر ستون أنَّ «هدف كون الأساسيّ هو أن يموت مُفلس تمامًا وهو يدين بملايين الدولارات لمصلحة الضرائب. وقد نجح بذلك.» دُفِنَ جثمانه في مقبرة يونيون فيلد بمنطقة كوينز في نيويورك. يذكر شاهد قبره أنَّه كان محاميًا ووطنيًا.

## أثره الثقافي
استوحيت عدَّة شخصية من روي كون بعد وفاته. لعل أشهرها كان شخصيته التي ظهرت في مسرحية «ملائكة في أميركا: فانتازيا مثليَّة حول مواضيع وطنيَّة» (1991) للمخرج طوني كوشنر. تُصوِّر هذه المسرحية روي كون كشخص منافق مُتعطش للسلطة والنفوذ يُخفي أمر مثليته، ويظل شبح إيثيل روزنبرغ الذي تسبب بإعدامها بالظهور في وجهه وهو على فراش الموت بعد إصابته بالإيدز. لعب دور روي كون في العرض الأول للمسرحية على برودواي بنيويورك الممثِّل رون ليبمان. في حين يلعب المُمثِّل آل باتشينو دور الشخصية في سلسلة «ملائكة في أمريكا» المُصغَّرة التي أنتجتها إتش بي أو سنة 2003. بينما يلعب الممثِّل فرانك وود هذه الشخصية في الإنتاج المسرحيّ الذي أعدَّته شركة إنتاج في مانهاتن عام 2010. لعب الممثِّل ناثان لين الدور في كل من الإنتاج الذي عُرِضَ على خشبة المسرح الملكيّ الوطنيّ (2017)، وإنتاج برودواي الجديد (2018).
ظهرت شخصية روي كون في واحدة من فصول مسرحية كوشنر التي حملت عنوان «جي ديفيد شين في الجحيم» (1996). كذلك لعب جيمس وودز دور روي كون في فيلم السيرة الذاتيَّة «المواطن كون»، في حين لعِبَ الممثِّل جو بانتوليانو شخصيته في فيلم «روبرت كينيدي وأزمانه» (1985)، والممثِّل جورج وينر في فيلم «جو مِدْفَعجيّ الذيول» (1977). كما لعب الممثِّل ديفيد مورلاند دور كون في حلقة «المسافرون» من مسلسل «ملفات إكس» (1998) حيث يذكر فيها عميل سابق طاعن في السن في مكتب التحقيقات الفيدراليّ ما جرى من أحداث خلال مطلع الفترة المكارثيَّة. وظهرت شخصية كون في مطلع التسعينيات كشخصية في عرض «روي كون/جاك سميث» لرون فاوتر، وكان دوره من تأليف غاري إنديانا. تناول فيلمان وثائقيان صدرا في عام 2019 شخصيته وهما «المتنمر والجبان والضحية: قصة روي كون» من إخراج إيفي ميربول وهي صانعة أفلام وثائقيَّة وحفيدة جوليوس وإيثيل روزنبرغ، وفيلم «أين هو روي كون خاصّتي؟» من إخراج مات تيرناور.

## قراءات ذاتية
- Cohn، Roy (1954). Only a Miracle Can Save America from the Red Conspiracy. Wanderer Printing Co.
- Cohn، Roy (1968). McCarthy. New American Library. ISBN:978-1125326596.
- Cohn، Roy (1972). A Fool for a Client: My Struggle Against the Power of a Public Prosecutor. Dell Publishing. ISBN:978-0-440-02667-9.
- Cohn، Roy (1977). McCarthy: The Answer to 'Tail Gunner Joe'. Manor Books. ISBN:978-0-532-22106-7.
- Cohn، Roy (1981). How to Stand Up for Your Rights and Win!. Devin-Adair Publishers. ISBN:978-0-8159-5723-2.
- Cohn، Roy (1982). 'Outlaws of Amerika' The Weather Underground. Western Goals.
- Cohn، Roy (1986). Roy Cohn on Divorce: Words to the Wise and Not So Wise. Random House. ISBN:978-0-394-54383-3.

## وصلات خارجية
- روي كون على موقع IMDb (الإنجليزية)
- روي كون على موقع إن إن دي بي (الإنجليزية)
- روي كون على موقع قاعدة بيانات الفيلم (الإنجليزية)